# Gabriel Segal
Gabriel North Segal (Washington, 17 maggio 2001) è un calciatore statunitense, attaccante dello Houston Dynamo.

## Carriera

### Club
Segal ha iniziato a giocare a calcio nel Bethesda SC per poi iscriversi nel 2019 all'Università di Stanford dove ha giocato con la selezione locale degli Stanford Cardinal. Il 28 giugno 2021 ha fatto un'apparizione in USL Championship con la maglia del Loudoun Utd nell'incontro vinto 2-1 contro l'Atlanta United 2.
Nell'estate del 2022 si è trasferito in Germania dove ha firmato un biennale con il Colonia. Assegnato alla seconda squadra in Regionalliga, dopo soli sei mesi ha tuttavia fatto ritorno negli Stati Uniti dove ha firmato con il New York City. Il 2 aprile ha debuttato in MLS nell'incontro pareggiato 1-1 contro il N.E. Revolution ed il 18 maggio seguente ha segnato il suo primo gol contro l'Orlando City.
Il 4 settembre 2023 è stato ceduto in prestito per una stagione all'Hapoel Tel Aviv. Utilizzato raramente, nel mese di novembre è tornato anticipatamente a New York ed il 16 febbraio 2024 è stato ceduto allo Houston Dynamo.

### Nazionale
Ha giocato nelle nazionali giovanili statunitensi Under-16 ed Under-18.

## Statistiche

### Presenze e reti nei club
Statistiche aggiornate al 5 luglio 2024.
| Stagione        | Squadra          | Campionato      | Campionato | Campionato | Coppe nazionali | Coppe nazionali | Coppe nazionali | Coppe continentali | Coppe continentali | Coppe continentali | Altre coppe | Altre coppe | Altre coppe | Totale | Totale | Totale |
| Stagione        | Squadra          | Comp            | Pres       | Reti       | Comp            | Pres            | Reti            | Comp               | Pres               | Reti               | Comp        | Pres        | Reti        | Pres   | Reti   |        |
| --------------- | ---------------- | --------------- | ---------- | ---------- | --------------- | --------------- | --------------- | ------------------ | ------------------ | ------------------ | ----------- | ----------- | ----------- | ------ | ------ | ------ |
| 2019            | Loudoun Utd      | USL             | 1          | 0          |                 | -               | -               |                    | -                  | -                  |             | -           | -           | 1      | 0      |        |
| 2022-gen. 2023  | Colonia II       | RL              | 12         | 0          |                 | -               | -               |                    | -                  | -                  |             | -           | -           | 12     | 0      |        |
| 2023            | New York City    | MLS             | 10         | 2          | USCup           | 1               | 0               |                    | -                  | -                  | LC          | 2           | 0           | 13     | 2      |        |
| 2023            | New York City II | MNP             | 1          | 1          |                 | -               | -               |                    | -                  | -                  |             | -           | -           | 1      | 1      |        |
| 2023-gen. 2024  | Hapoel Tel Aviv  | LHA             | 3          | 0          | CI+TC           | 0               | 0               |                    | -                  | -                  |             | -           | -           | 3      | 0      |        |
| 2024            | Houston Dynamo 2 | MNP             | 4          | 1          |                 | -               | -               |                    | -                  | -                  |             | -           | -           | 4      | 1      |        |
| 2024            | Houston Dynamo   | MLS             | 12         | 2          | USCup           | 1               | 0               | CCC                | 4                  | 0                  | LC          | 0           | 0           | 17     | 2      |        |
| Totale carriera | Totale carriera  | Totale carriera | 43         | 6          |                 | 2               | 0               |                    | 4                  | 0                  |             | 2           | 0           | 51     | 6      |        |